# Moerasgrasuil
De moerasgrasuil (Lateroligia ophiogramma), voorheen geplaatst in geslacht Apamea) is een nachtvlinder uit de familie Noctuidae, de uilen. De voorvleugellengte is tussen de 13 en 16 millimeter. De soort overwintert als rups in de stengel van de waardplant.

## Waardplanten
De moerasgrasuil heeft rietgras en liesgras als waardplant.

## Voorkomen in Nederland en België
De moerasgrasuil is in Nederland en België een vrij gewone vlinder, die over het hele gebied verspreid voorkomt. De vliegtijd is van begin juni tot half augustus in één generatie.

## Bron
- Paul Waring en Martin Townsend, Nachtvlinders, veldgids met alle in Nederland en België voorkomende soorten, Baarn, 2006.